# Baraque de Fraiture
Pour les articles homonymes, voir Baraque.
La Baraque de Fraiture (ou Baraque Fraiture ; en wallon : Li Barake di Frêteûre) est un lieu-dit de la commune de Vielsalm dans la province de Luxembourg (Belgique). C'est un des points les plus élevés de la Belgique (651 m au sommet du plateau des Tailles). Sa station de ski, composée de trois pistes de ski alpin (350, 700 et 1 000 mètres de long) et de plusieurs parcours de ski de fond, est ouverte en moyenne 20 jours par an. 

## Toponymie
Au milieu du XIXe siècle, les routes nationales Vielsalm-La Roche et Houffalize-Manhay nouvellement créées se croisent en un endroit isolé, considéré comme le quatrième plus haut point de Belgique (651 mètres d'altitude). Un habitant du village de Fraiture, voisin de ce lieu « désert », désire profiter de la présence des nombreux ouvriers occupés à cette entreprise en leur proposant de quoi se nourrir et se rafraîchir. Il y installe donc une baraque. Par la suite, la « baraque » devint un café vu l'importance du trafic passant sur les deux routes.

## Géographie

### Situation
La Baraque de Fraiture se trouve sur la crête séparant le bassin de l'Ourthe de celui de l'Amblève au sommet du plateau des Tailles constitué de prairies, de landes et de forêts. L'altitude est de 651 m au sommet du plateau des Tailles, le point culminant de la Belgique étant le signal de Botrange avec 694 m, suivi par la Weisser Stein à 693 m d'altitude et la Baraque Michel qui se trouve à 674 m d'altitude.

### Accès
La Baraque de Fraiture est desservie par l'autoroute du Soleil (A26 - E25) à côté de la sortie 50 et se trouve au carrefour des N30 (Liège-Bastogne) et N89 (La Roche-en-Ardenne-Salmchâteau).

## Histoire
Au cours de la Seconde Guerre mondiale, le 11 mai 1940, lendemain du déclenchement de la campagne des 18 jours, la Baraque de Fraiture est prise par les Allemands de la 5e Panzerdivision qui a pour objectif de traverser la Meuse au niveau de Dinant.

## Dans la culture
Le dramaturge néerlandophone Ivan Vrambout a présenté, en décembre 2005, une pièce de théâtre intitulée Baraque Frituur qui met en scène les préjugés réciproques des Flamands et des Wallons. Le titre de la pièce s'inspire de la façon dont, durant l’enfance, l’auteur — comme un grand nombre d'enfants belges — entendait  « friture », au lieu de « Fraiture », et visualisait l’endroit comme abritant une baraque à frites.
La Baraque de Fraiture est également citée dans la chanson de Julos Beaucarne intitulée La tâtonneuse, parue en 1972 dans l'album Arrêt facultatif :
Penché sur moi, le vieil Homère

Buvait tranquillement son thé

Nous vivions à la p'tite semaine

Virgile nous téléphonait

Vous étiez toujours absente

Aux rendez-vous de nos lectures

Vous dormiez dans une autre chambre

Près de la Baraque Fraiture